# Глухов, Максим Степанович
 Макси́м Степа́нович Глу́хов (Максим Глухов-Ногайбек, тат. Мәкчем Чтапан улы Глухов; 23 ноября 1937, д. Уреево-Челны Кзыл-Юлдузский район, ТАССР — 27 октября 2003, Казань) — советский и российский татарский писатель, историк, философ. Кандидат исторических наук.

## Биография
В 1966 окончил Казанский государственный университет по специальности «Журналистика». Аспирантура по спец. «Отечественная история». Кандидат исторических наук (1974). Преподавал в ряде вузов философию. Работал редактором в Татарском книжном издательстве (1966—1994).
Автор ряда художественно-публицистических книг и научных трудов по истории и духовной культуре татарского народа.
Был одним из лидеров Этнографического общества кряшен.
Скоропостижно скончался спустя год после выхода книги «Казанский ретро-лексикон», которой он посвятил 15 лет жизни.

## Произведения
- Глухов М. С. Не молот железо кует: (Очерки). — Казань: Таткнигоиздат, 1969.

- Глухов М. С. Орлята набирают высоту: (Очерки и рассказы). — Казань: Таткнигоиздат, 1972.
- Андронова Е., Глухов М. С. Есть на Вятке городок:(История г.Елабуги). — Казань: Таткнигоиздат, 1981.
- Глухов М. С. Восхождение: (Очерки). — Казань: Таткнигоиздат, 1982.

- Глухов М. С. Исход и возвращение: (Опыт и проблемы культуры современного села). — Казань: Таткнигоиздат, 1983.

- Глухов М. С. Трасса: (О нефтепроводе Уренгой-Ужгород/Премия ЦК ВЛКСМ). — Казань: Таткнигоиздат, 1984.
- Гарзавина А., Глухов М. С. Казань орденоносная. — Казань: Таткнигоиздат, 1987.

- Глухов М. С. О бондюге и бондюжцах. — Казань: Таткнигоиздат, 1989.
- Глухов М. С. Здравствуй, Книга: (История Книгоиздания в Татарстане). — Казань: Таткнигоиздат, 1989.
- Глухов М. С. Новые срубы: Краеведческие очерки. — Казань: Таткнигоиздат, 1990.

- Глухов М. С. Судьба гвардейцев Сеюмбеки: Неформальный подход к еще неписаным страницам истории. — Казань: Ватан, 1993.

- Глухов М. С. Tatarica. Энциклопедия. — Казань: Ватан, 1997.

- Глухов М. С. Казанский ретро-лексикон: первый опыт родословно-биографической и историко-краеведческой энциклопедии. — Казань: ИЦ Основа, 2002.